# Christine Dwyer Hickey
Christine Dwyer Hickey, geboren als Christine Dwyer (Dublin, 1 januari 1960), is een Ierse romanschrijfster en schrijfster van korte verhalen. Haar werk werd meermaals voorgedragen voor en bekroond met literaire prijzen en is in verscheidene Europese en Arabische talen vertaald.Ze werd verkozen tot lid van Aosdana, de Ierse kunstacademie.Ze woont afwisselend in Ierland en aan de Italiaanse Rivièra.
"Christine Dwyer Hickey is een zo divers en origineel talent als je maar kunt hopen te vinden".

## Biografie
Ze werd geboren als Christine Dwyer als enig meisje in een gezin met vier kinderen. Het gezin was eerder chaotisch. Toen ze rond de 14 jaar oud was gingen haar ouders uit elkaar. Haar vader kreeg het hoederecht, terwijl haar moeder, die daarvoor al verschillende keren het huis had verlaten, definitief uit haar leven verdween.
Toen Hickey tien jaar oud was ging ze voor enkele jaren op kostschool naar de "Mount Sackville Secundary School". Die tijd ervaarde ze als een periode van stabiliteit en creativiteit. Met de daarop volgende scholen had ze echter zeer negatieve ervaringen, waardoor ze vroegtijdig de school verliet en als arbeidster in het onderhoudsbedrijf voor renbanen van haar vader ging werken. Op de leeftijd van 17 jaar vervolgde ze haar studies in de Sandymount High School, ze werd zwaar ziek en koos daarna al vlug voor een gezin.   
Haar vader, Denis Dwyer, was bevriend met verschillende Ierse schrijvers, waaronder de dichter Patrick Kavanagh, die veel indruk maakte op Christine Dwyer Hickey. Het was ook de vader, zelf ook een weinig succesvol dichter, die zijn kinderen inspireerde om hun verbeelding te gebruiken, waardoor Christine Dwyer Hickey al op zeer jonge leeftijd schrijfster wilde worden.
Haar jeugd heeft invloed gehad op een deel van haar werk. Zo beschrijft ze in de roman Tatty uit 2004 de echtscheiding van de ouders vanuit het oogpunt van het kind. Een recensie in Independent News & Media beschreef de roman als zowel "aangrijpend" als "enorm grappig", die "geen betoog is van de verschrikkingen van alcoholisme, maar de lezer in staat stelt om uit de eerste hand kennis te krijgen van de verwarring, pijn en wanhoop waar de kinderen van ouders met een alcoholprobleem mee te maken krijgen".  Als kind bracht ze veel tijd door met haar vader en vergezelde hem vaak naar de pub en renbaan. Ze gebruikte deze herinneringen in haar bekroond kortverhaal "Across the Excellent Grass" uit 1991.
Zij is gehuwd met Denis J. Hickey en is moeder van twee dochters en een zoon.
Omdat ze uit de vriendschappen van haar vader de onzekere situatie van de Ierse schrijvers kende, begon ze pas rond haar 30ste met haar literaire carrière, toen ze zich reeds in stabiele situatie bevond.  Ze werkte daarvoor onder andere als privédetective, wat later van pas kwam als auteur.
Ze kwam al vlug in de belangstelling met haar kortverhalen. Haar semi-autobiografische roman "Tatty" uit 2004 zorgde echter voor haar grote doorbaak als schrijfster..    
Ze heeft lezingen gegeven over James Joyce, Edward Hopper en de invloed van de vroege jeugdervaringen op het werk van schrijvers. Hickey heeft les gegeven in creatief schrijven op verschillende locaties over de hele wereld aan de hand van workshops en masterclasses. Ze werkt regelmatig mee aan radio- en televisieshows.
Vooral de werken van James Joyce en Virginia Woolf, die ze op jonge leeftijd las, hebben grote invloed gehad op haar werk. Een recensie in de Irish Times vergeleek haar korte verhalen met Joyce's Dubliners . De Ierse dichter John Montague vergeleek haar werk met dat van Katherine Mansfield.

## Werk en onderscheidingen

### Romans
- The Dancer (1995) (Deel 1 van "The Dublin Trilogy")[19]
  - Nominatie: Irish Novel of the Year, Irish Book Awards (1995)
  - Shortlist: The Hughes & Hughes Irish Novel of the Year Award (1995)

- The Gambler (1996) (Deel 2 van "The Dublin Trilogy")[20]
- The Gatemaker (2000) (Deel 3 van "The Dublin Trilogy")[21][22]
- Tatty (2004)[11][23]
  - UNESCO's Dublin One  City One Book (2020)
  - Shortlist: Irish Novel of The Year (2005)
  - Nominatie: "The Orange Prize"  (2004)
  - "One of the 50 Irish Books of the Decade"
  - Shortlist: Hughes & Hughes Irish Novel of the Year Award (2005)

- The Dublin Trilogy (2006) (heruitgave)[24]
- The last Train from Liguria (2009) ("De laatste trein uit Ligurië)[3]
  - Nominatie Prix L'Européen de Littérature (2009)
- The cold Eye of Heaven (2011) ("Het kille oog van de hemel)[25][26]
  - Shortlist: "Novel of the Year, Irish Book  Awards 2011"  [3]
  - Nominatie: International  Dublin Literary Award 2012
  - Kerry Group Irish Fiction Award 2012  Nominatie: internationale  IMPAC-prijs
- Snow Angels (2014) (toneelstuk) (opgevoerd in Project Arts Theatre in 2014)[15].
- The Lives of Women (2015)[27]
- The narrow Land (2019) ("Het smalle Land")[28][6]
  - Walter Scott Prize  for Historical Fiction (2020)
  - Dalkey Literary Award (2020)
  - Nominatie: Ierse roman van het jaar (2019)

- Our London Lives (2024) ("Onze Levens in Londen") [29]

### Kortverhalen
- Across the Excellent Grass (1991)[14]
  - Powers Gold Short  Story Competition at Listowel Writers’ Week
- Bridie's Wedding (1992)[14]
- The  House on Parkgate Street and other Dublin stories (2013) (verhalenbundel)[30]
  - Powers Gold Short Story Competition at Listowel Writers’ Week met Teatro La Fenice
- Back to Bones (2017)[31]
  - Longlist: EFG Sunday Times Short Story Award 2017
  - 2017 Short Story Award, Irish Book Awards,